# Random Walk
Random Walk (ランダム・ウォーク?) è un manga shōjo realizzato da Wataru Yoshizumi, presentato in Giappone inizialmente sulla rivista Ribon della Shūeisha viene in seguito raccolto in tre tankōbon.
In Italia è stato acquistato e pubblicato dalla Panini Comics in sei volumi.

## Trama
La storia narra le vicende sentimentali di Yuka Kunitomo, una ragazza di quindici anni molto allegra e alla ricerca del vero amore.